# NGC 53
NGC 53はきょしちょう座の方向にある棒渦巻銀河である。1836年9月15日にジョン・ハーシェルによって発見された。銀河の直径は約12万光年で、天の川銀河とほぼ同じ大きさである。 